# Universal Signs
Universal Signs è un film statunitense del 2008 diretto da Ann Calamia. È uno dei film interamente recitato usando la lingua dei segni americana.